# Спінальна м'язова атрофія
Спінальна м'язова атрофія (SMA, СМА), також: спінальна аміотрофія, хвороба Вердніга-Гофмана, хвороба Кугельберга-Веландера, аміотрофія 5q — рідкісне нервово-м'язове захворювання, що супроводжується втратою мотонейронів та прогресивною атрофією м'язів, що призводить до ранньої смерті.
Захворювання спричинено генетичним дефектом у гені SMN1, який містить білок SMN (від англ. survival of motor neuron — «виживання мотонейронів»), що широко представлений у всіх ядерних клітинах та необхідний для виживання мотонейронів. Низький рівень вмісту білка призводить до втрати функціонування клітин у передньому розі спинного мозку та атрофії м'язів.
Спінальна м'язова атрофія має різні рівні інтенсивності прояву, для всіх них характерною є прогресивна атрофія м'язів та втрата рухомості. Спершу уражаються проксимальні м'язи та м'язи Діафрагми. Інші системи теж можуть бути ураженими, особливо на ранніх формах захворювання. СМА є найбільш поширеною генетичною причиною смерті дітей.
Спінальна м'язова атрофія є спадковим захворюванням і передається аутосомно-рецесивним типом. У грудні 2017 року препарат нусінерсен (nusinersen) став першим схваленим засобом для лікування СМА, тоді як частина інших засобів ще проходять клінічні випробування.
В Україні опіка пацієнтами зі СМА, консультаціями та допомогою на базі українського реєстру пацієнтів зі СМА здійснюється Фондом, що заснований батьками у 2004 році